# Heidbergring

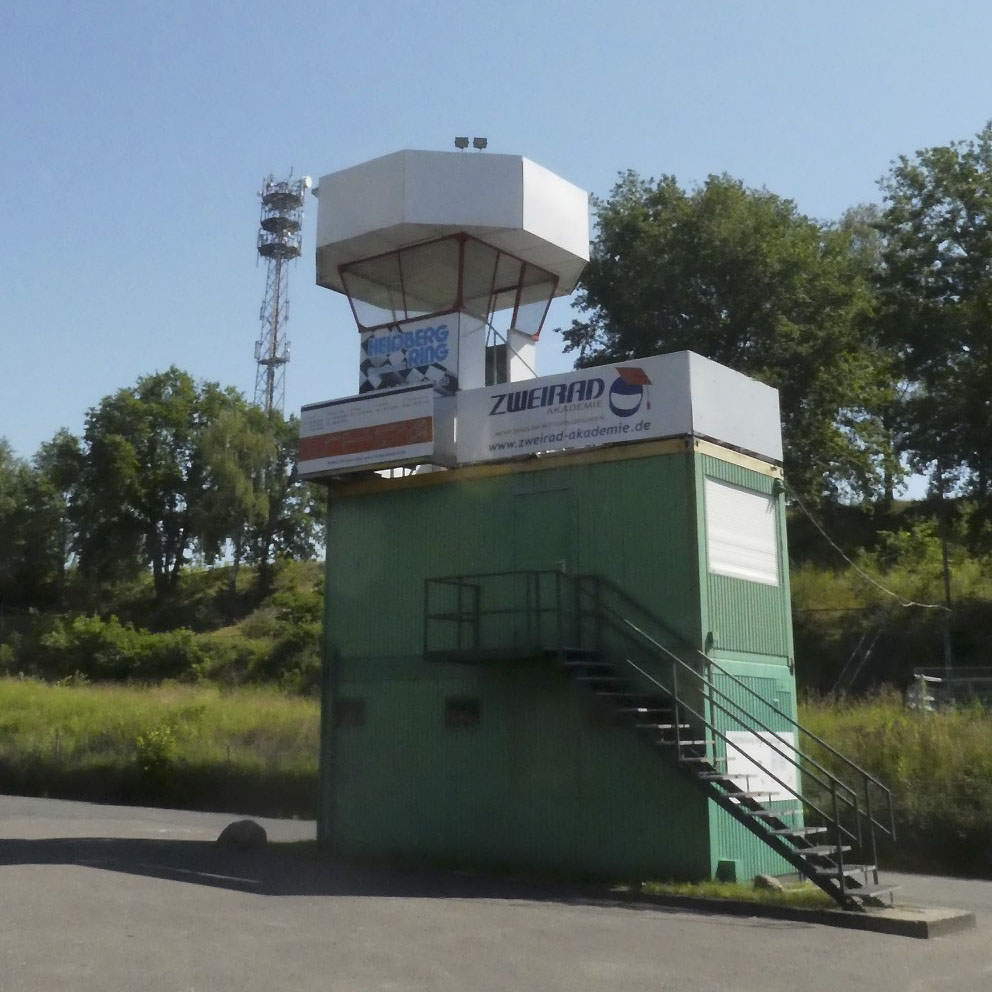
Heidbergring Racecontrol-Turm

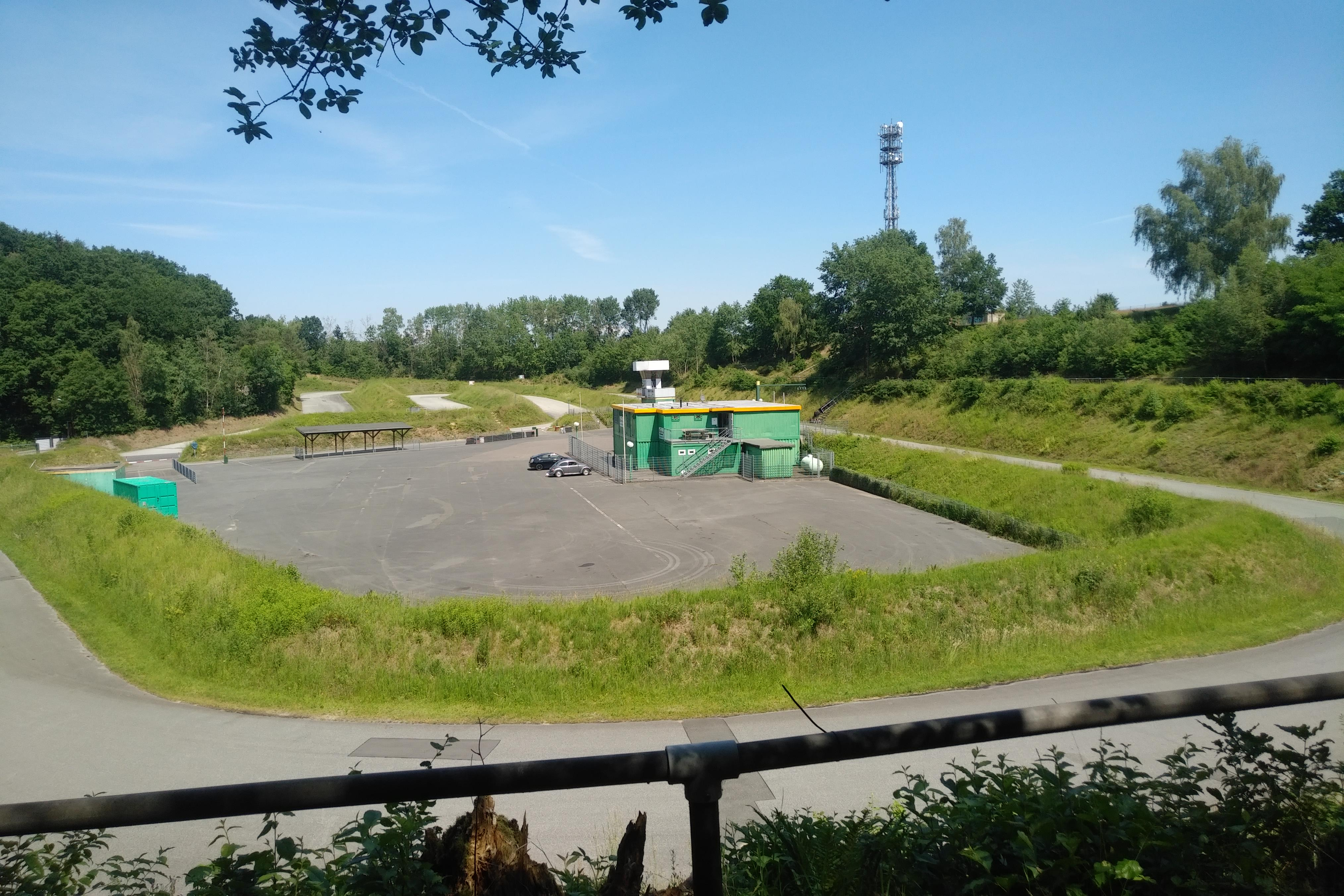
Heidbergring – Südansicht mit Überblick über das Fahrerlager

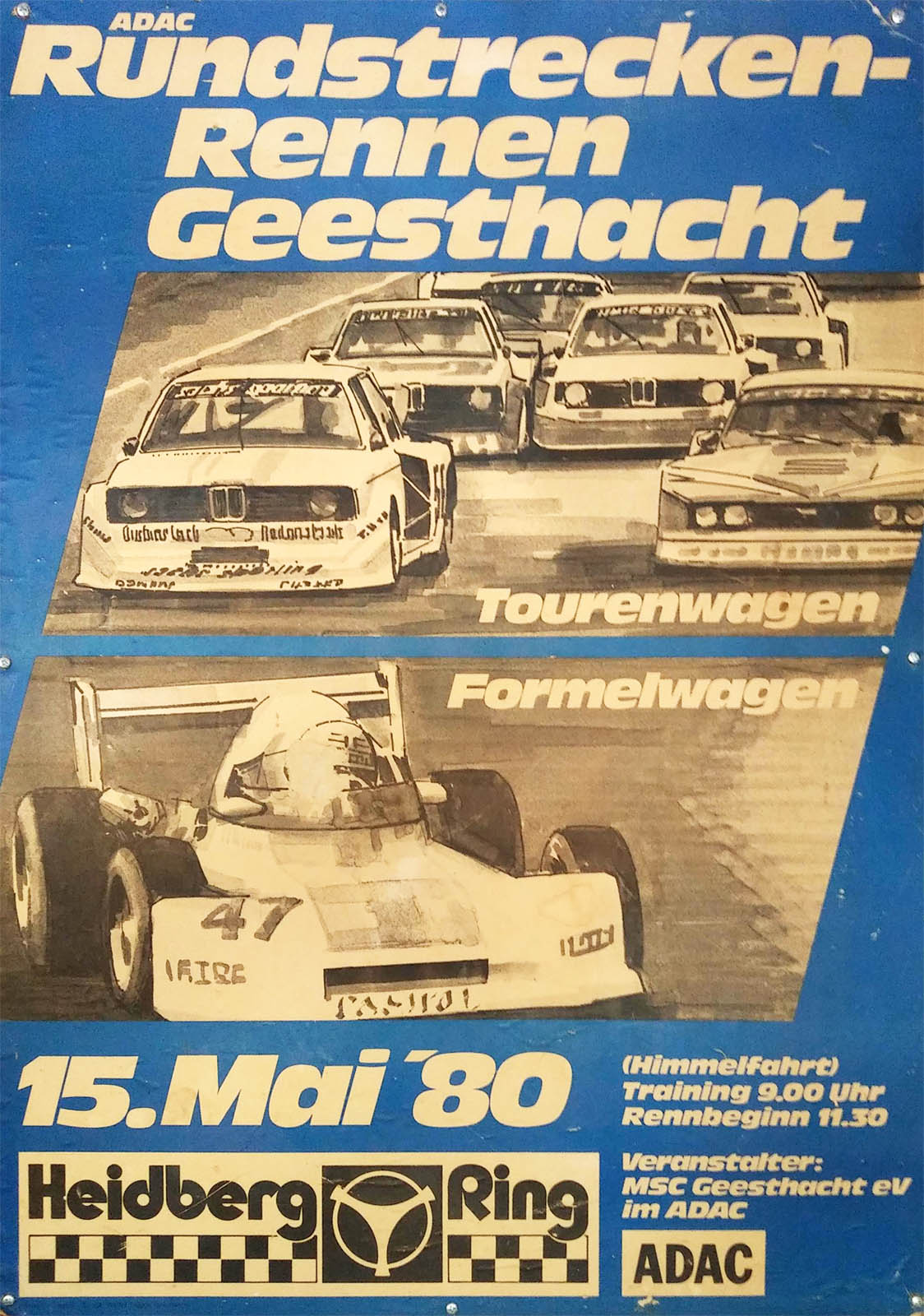
Plakat des Premierenrennens auf dem Heidbergring vom 15. Mai 1980

Der Heidbergring bei Geesthacht ist die Motorsportanlage des MSC Geesthacht e. V. im ADAC, auf der Veranstaltungen sowohl für Motorräder und Autos als auch für Karts abgehalten werden können. Mit 852 m Länge ist die in ihrer jetzigen Version 1980 eröffnete Strecke derzeit Deutschlands kürzeste permanente Rennstrecke.

## Geschichte
Der 1951 gegründete Motorsportclub Geesthacht führte von 1956 bis 1964 mehrere Motocrossrennen auf einer Strecke in den Heidbergen durch. Als diese aufgrund von baulichen Maßnahmen 1965 nicht mehr verfügbar war, wurde dem Club von der Stadt Geesthacht ein Pachtgelände am Fahrendorfer Weg in einer ehemaligen Sandgrube angeboten. Dort entstand 1966 mit finanzieller Unterstützung des ADAC Gau Hansa die erste Version des Heidbergrings, die eine Moto-Cross- und Auto-Cross-Strecke, eine Kartbahn und eine Trainingsbahn für Sandbahnfahrer umfasste. Auf den terrassenartig angelegten Zuschauerrängen konnten bis zu 16.000 Zuschauer Platz finden.
1978 wurde die Entscheidung getroffen, auf dem damaligen Gelände eine permanente asphaltierte Rennstrecke zu schaffen. Diese war zu dem damaligen Zeitpunkt nach Angaben des Clubs die dritte derartige Anlage in Deutschland nach dem Nürburgring und dem Hockenheimring. Der Baubeginn erfolgte im August 1979. Dabei wurden in der Folge 8000 Kubikmeter Boden abgebaut, 9000 Quadratmeter Asphalt verbaut und 452 m Regenwassersielleitung verlegt. Die Eröffnung der Strecke erfolgte am 15. Mai 1980.
Im Jahre 2001 wurde die Betreibergesellschaft des Heidbergrings aus dem Motorsportclub Geesthacht ausgegliedert, um die wirtschaftlichen Ausgaben zum Betrieb und Investitionen an der Strecke von den Vereinsgeschäften zu trennen. Ende 2021 übernahm der MSC Geesthacht erneut den Betrieb, nachdem der Pachtvertrag der Betreibergesellschaft endete. 
2006 erfolgte eine umfangreiche Überarbeitung der Rennstrecke, wobei neben einer neuen Asphaltierung auch das Fahrerlager überarbeitet und die derzeit bestehenden Containergebäude errichtet wurden.
2022 wurde eine neue Industrieküche im Bistro installiert, am Saisonende die Asphaltdecke repariert und 7800 m² Asphalt-Tragschicht komplett erneuert.

## Streckenbeschreibung
Die in ihrer längsten Streckenvariante 852 m lange und 9–13 m breite Strecke ist durchgehend asphaltiert. Eine Kurzanbindung erlaubt die Konfiguration von 3 unterschiedlichen Streckenvarianten. Da die Strecke nicht durch Leitplanken, sondern durch Erdwälle abgesichert ist, können prinzipiell alle Streckenvarianten sowohl in, als auch gegen den Uhrzeigersinn befahren werden, so dass sich trotz der Kürze der Strecke theoretisch 6 Streckenvarianten definieren lassen. Dies macht die Strecke zum Unikum unter den deutschen Motorsportanlagen.
Eine in den 1990er Jahren zusätzlich eingerichtete 176 m lange Off-Road-Sektion, die allerdings seit einigen Jahren nicht mehr in Gebrauch ist, ließ zudem für Super-Moto-Veranstaltungen weitere Streckenvarianten zu.
Die Absicherung mit Erdwällen sorgt zudem dafür, dass Ausritte meistens kostengünstig bzw. mit weniger gravierenden Beschädigungen an den Einsatzgeräten verlaufen. Von den Naturtribünen aus kann die gesamte Strecke übersehen werden. Ein Fußweg führt um die Hälfte der Strecke herum.
Die Strecke besitzt keine Boxenanlage, sondern nur eine kurze Boxengasse mit einem hölzernen Unterstand. Das im südlichen Innenbereich befindliche Fahrerlager hat eine Fläche von etwa 3000 m² und beherbergt einige Container-Gebäude, in denen unter anderem ein Bistro, die Verwaltungsbüros und die Streckentechnik (z. B. Zeitnahme-Büro) untergebracht sind. Der Rennleitungs-Turm ist als separates Gebäude ebenfalls in Container-Bauweise ausgeführt.

## Veranstaltungen
In den Anfangsjahren starteten auf dem Heidbergring sowohl Tourenwagen, GT-Fahrzeuge historische Rennfahrzeuge als auch Formelwagen. Das erste Rennwochenende am 15. Mai 1980 wurde u. a. mit Formel-Ford- und Tourenwagen bestritten.
Am 12. Juni 1988 startete unter anderem die Formel König auf dem Heidbergring. Sieger des Rennens wurde der von der Pole gestartete Nachwuchspilot und spätere 7-fache Formel-1-Weltmeister Michael Schumacher, der sich in dieser Saison auch den Meistertitel in der Serie holte.
Auf der Strecke werden aktuell regelmäßig der ADAC Ilmenau Slalom sowie einzelne Läufe des DMSB-Slalom-Cup ausgefahren. Daneben veranstaltet der Norderstedter AMC e.V regelmäßig Rallyesprint-Veranstaltungen auf dem Heidbergring.
Im Kartsportbereich wurden Kartrennen der Deutschen- und Europameisterschaft in den ersten Jahren ebenfalls auf der Anlage ausgetragen. Der Kartsport Verein Saterland e. V. veranstaltet regelmäßig einen Lauf zur selbst ausgerichteten DNKM (Deutsch Niederländische Kartmeisterschaft) auf der Strecke.
Der MSC Geesthacht vermietet die Anlage darüber hinaus tageweise für Sicherheitstrainings, Clubveranstaltungen, Firmenpräsentationen und Videoproduktionen. Des Weiteren führen sowohl der MSC Geesthacht, als auch spezialisierte Anbieter regelmäßig Übungs-, Trainings- und Einstellfahrten sowie Kurventrainings mit Motorrädern durch. Seit 2022 findet jährlich eine Veranstaltung für klassische Motorräder, der Classic Bike Day, statt.